# 蠡湖

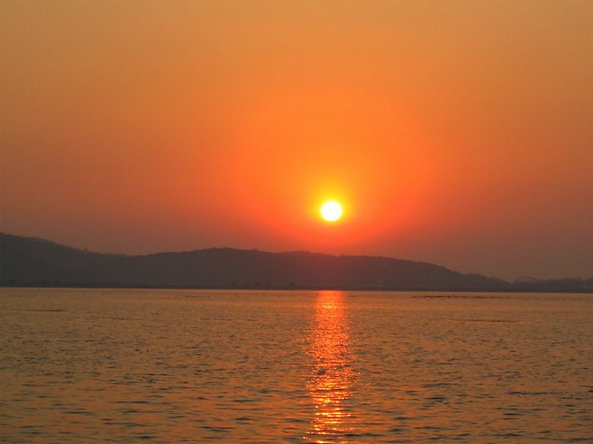
蠡湖日落

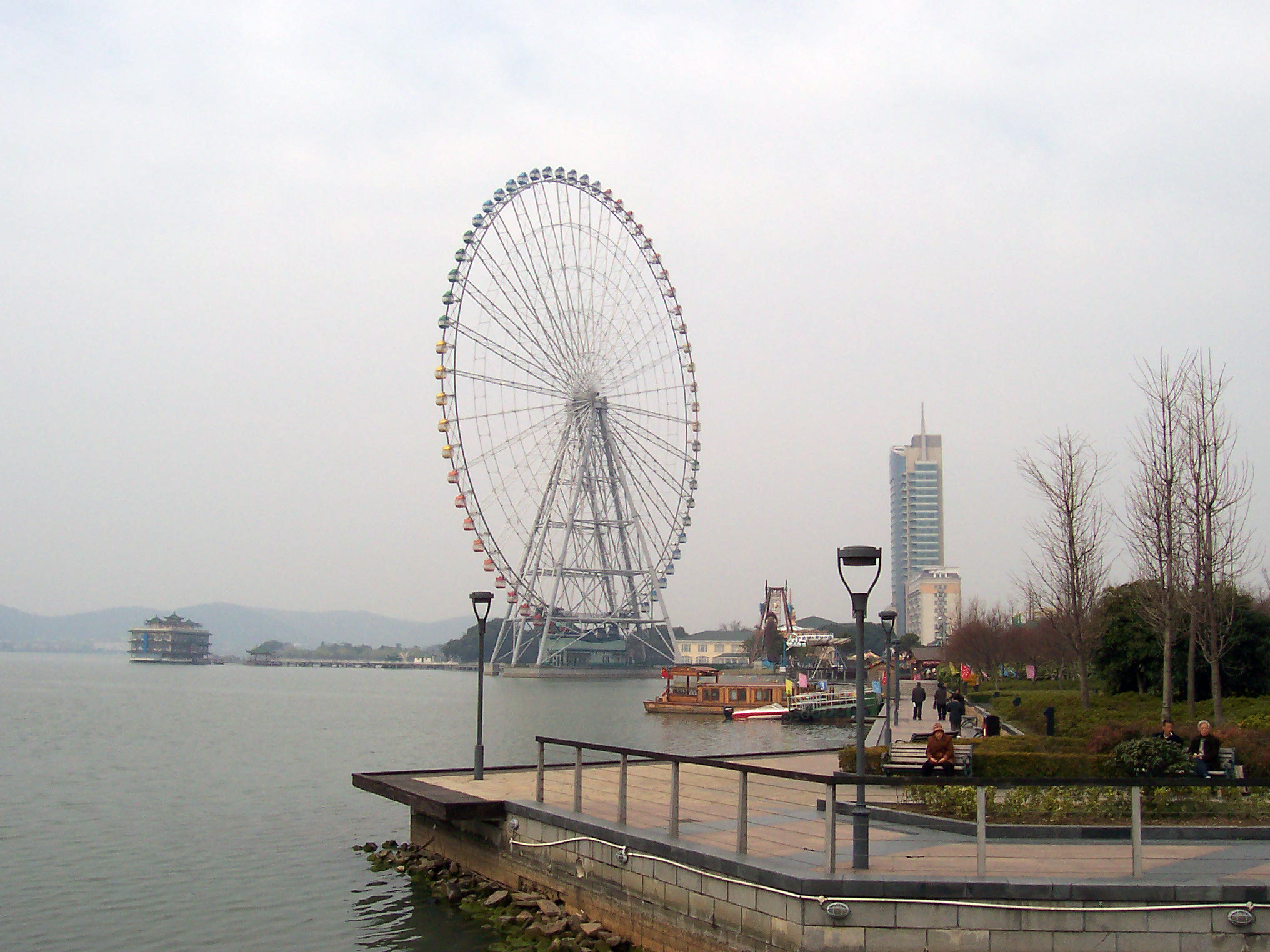
无锡蠡湖摩天轮

蠡湖又名五里湖、漆湖或小五湖，位于中国江苏省无锡市区西南部，形如葫芦，是太湖伸入无锡的一个内湖，水域面积8.6平方公里，东南经十里长广溪联通太湖。
蠡湖以中部横卧湖面长300多米的宝界桥（由无锡籍实业家荣宗敬、荣德生捐建）为界，分为东蠡湖和西蠡湖。

## 名称由来
相传春秋时期范蠡、西施曾泛舟湖上，后人为了纪念范蠡，改称五里湖为蠡湖。

## 东蠡湖周边风景
北岸在蠡湖大桥以东有高子水居遗迹（水居苑），是明末东林党人高攀龙隐居读书的地方。在蠡湖大桥以西有蠡湖公园和蠡园，东蠡湖湖心为西施庄。向南则是长广溪湿地公园。

## 西蠡湖周边风景
西蠡湖南岸有宝界山，又名朱山，向南建有唐城，三国城，水浒城作为中央电视台影视基地。向西则是国家重点名胜区“太湖”的主要景点之一——鼋头渚公园。
西蠡湖北岸自东向西依次是蠡湖中央公园、渔父岛（西堤）、蠡湖之光（百米高喷）、卧石醉波、渤公岛生态公园等景区。

## 交通
- 72路（金城桥－梅园）：经过东蠡湖沿岸的蠡湖公园，以及西蠡湖沿岸的蠡湖中央公园、渔父岛（西堤）、蠡湖之光（百米高喷）、卧石醉波、渤公岛生态公园等景区。
- 97路（南长街—渔父岛）：直达西蠡湖沿岸的渔父岛。
- 98路（胜利门—渔父岛）：直达西蠡湖沿岸的渔父岛。
- 53路（新生路－梅园）：经过西蠡湖沿岸的卧石醉波、渤公岛生态公园等景区。
- 62路（麦德龙－梅园）：经过西蠡湖沿岸的卧石醉波、渤公岛生态公园等景区。
- 87路（火车站－鼋头渚公园犊山大门）：穿过渤公岛西侧。
- 1路（火车站－鼋头渚公园充山大门）：经过东蠡湖沿岸的蠡湖公园、蠡园，过宝界桥，到达鼋头渚公园。
- 9路（公交三场—白？）：经过东蠡湖沿岸的蠡湖公园、蠡园，过宝界桥，到唐城。
- 82路（火车站—统一嘉园）：经过东蠡湖沿岸的蠡湖公园、蠡园，过宝界桥，到达唐城，三国城，水浒城。
- 59路（华庄镇政府—河埓口）：经过东蠡湖沿岸的高子水居。
- 77路（火车站—江南大学职业技术学院）：经过东蠡湖沿岸的高子水居。
- 103路（体育中心东大门—新区分公司）：经过东蠡湖沿岸的高子水居。

## 参看
- 范蠡公园
- 蠡园